# Bourbon-Demokrat
Bourbon-Demokrat war ein in den Vereinigten Staaten Ende des 19. Jahrhunderts und Anfang des 20. Jahrhunderts verwendeter Ausdruck für Politiker aus der Demokratischen Partei, die Anhänger des Konservatismus oder des klassischen Liberalismus waren. Der Name wurde hergeleitet vom Bourbon Whiskey aus Kentucky beziehungsweise der Bourbonen-Dynastie, die ehemals mit der Kolonie Louisiana weite Teile der späteren Südstaaten beherrscht hatten. Die so bezeichneten Politiker unterschieden sich von den Republikanern, indem sie für Freihandel eintraten, während die Republikaner Protektionismus befürworteten. Auch lehnten sie Imperialismus ab und forderten eine verstärkte Bekämpfung von Korruption.
Zu diesem bedeutenden Flügel der Demokraten gehörten sowohl reaktionäre Südstaatler als auch wirtschaftsfreundliche Nordstaatler. Diese unterstützten die Interessen der Wohlhabenden und waren gegen staatliche Armenhilfe. Wenn der Nominierte kein Bourbon-Demokrat war, erhielt er regelmäßig nur ein Drittel an finanziellen Mitteln für den Wahlkampf. Die Bourbon-Demokraten führten jahrzehntelang eine Einparteienherrschaft in den Südstaaten an, mit garantierten Wahlerfolgen infolge Rassentrennung und Wahlrechts für die Afroamerikaner.

## Bekannte Vertreter
- Samuel J. Tilden (1814–1886), Gouverneur des Bundesstaates New York und Präsidentschaftskandidat von 1876, verlor gegen Rutherford B. Hayes.
- Grover Cleveland (1837–1908), 22. und 24. Präsident der USA, ließ im Jahre 1894 durch das Militär den größten Streik der US-Geschichte, der als Pullman-Streik bekannt wurde, beenden.
- Alton B. Parker (1852–1926), Präsidentschaftskandidat von 1904, verlor gegen Theodore Roosevelt.